# Dunn Brothers Coffee
A Dunn Brothers Coffee é uma empresa de franquia de cafeterias fundada em Saint Paul, Minnesota, em dezembro de 1987, pelos irmãos Ed e Dan Dunn. Em dezembro de 2023, a Dunn Brothers Coffee tinha 52 locais em Iowa, Minnesota, Missouri, Dakota do Norte, Dakota do Sul, Texas e Wisconsin.

## História
A primeira loja foi inaugurada em 1987 na 1569 Grand Avenue, em St. Paul, depois que os irmãos Dunn dirigiram uma velha van Dodge carregada com seus pertences de Portland, Oregon, para Minnesota, em busca de um local bom e mal servido para um negócio de café. Eles encontraram um torrador Probat reformado da década de 1950 em Cincinnati, Ohio, e o usaram para montar a primeira loja. O segundo local foi inaugurado em Uptown Minneapolis em 1991 (e foi temporariamente o único local enquanto a loja da Grand Avenue era reconstruída após um incêndio em 1991). A loja da Grand Avenue ainda existe como “Dunn Bros Coffee”, mas não faz parte da franquia Dunn Brothers Coffee.
Em 25 de julho de 2022, a Dunn Brothers Coffee anunciou que foi adquirida pela Gala Capital Partners, proprietária da Cicis Pizza e da Mooyah.
Em 10 de julho de 2023, a Dunn Brothers Coffee nomeia Scott Harvey como seu novo presidente. Anteriormente ocupando cargos na Golden Krust Caribbean Bakery, Einstein Bros. Bagels e Black Rifle Coffee, Harvey traz um profundo conhecimento no espaço de restaurantes e franquias. Em seu cargo de presidente da Dunn Brothers, Harvey assumirá o comando da estratégia de desenvolvimento de franquias da marca, expandindo sua presença nos mercados existentes do Centro-Oeste e das Grandes Planícies, e além. Com uma nova perspectiva de franquia sob a liderança de Harvey, a marca também implementará seu mais recente protótipo de loja, que inclui uma área menor e um foco em operações drive-thru.

## Franquia
As lojas estão localizadas principalmente no meio-oeste americano, especialmente em Minnesota, onde há 31 lojas. Em 2021, a empresa tinha lojas em Iowa, Minnesota, Missouri, Dakota do Norte, Dakota do Sul, Texas e Wisconsin. A Dunn Bros Coffee é uma franquia, e a maioria das lojas pertence e é operada localmente. Um diferencial que separa a Dunn Bros da maioria de suas cadeias concorrentes é que, em todos os locais tradicionais, o café é torrado diretamente na loja, geralmente diariamente. Isso permite que os clientes comprem grãos inteiros recém-torrados. A torrefação na loja e os pequenos lotes normalmente permitem a disponibilidade de 12 a 15 variedades de grãos inteiros.
A Dunn Bros tem parceria com certificadoras de café cultivado de forma sustentável no mundo, incluindo a Fair Trade USA e a Rainforest Alliance.